# Cratere Arete
Arete è un cratere sulla superficie di Teti.